# Стрілка (Нюксенський район)
Стрі́лка (рос. Стрелка) — присілок у складі Нюксенського району Вологодської області, Росія. Входить до складу Востровського сільського поселення.

## Населення
Населення — 2 особи (2010; 2 у 2002).
Національний склад (станом на 2002 рік):
- росіяни — 100 %